# Asoci de Taron
Asoci de Taron o Asoci II de Taron (segle ix) fou príncep bagràtida de Taron, Khoit i Sassun. Era fill de Bagrat I Bagratuní.
El 851, l'ostikan d'Armènia Yusuf ben Abu Said ben Marwazi va enviar al pare d'Asoci a Samarra, on va quedar com presoner i Asoci va exercir mal que bé el poder, si bé el país fou assolat. Vers el 853 l'ostikan Bogha al-Khabir el va enviar a Samarra junt amb el seu germà David.
Vers el 863, abans de retornar, part del Taron fou ocupat per Gurguèn Arzeruni, fill d'Abubeldj, príncep de Mardastan.
Asoci va poder tornar per les mateixes dates. Amb el títol de curopalata va governar el principat de Taron (segurament només una part) i els territoris de Khoit i Sassun. Vers el 878 el Taron tornava a estar a les seves mans sense que se sàpiga com li havia arribat.
El germà d'Asoci, David, conegut com a David Arqaik, s'havia casat amb Miriam Arzeruni, germana de Grigor Derenik de Baspracània. Grigor va capturar en una emboscada Asoci vers el 878 i el va substituir pel seu germà (és a dir el seu cunyat), canvi que fou confirmat pel governador Muhàmmad ibn Khàlid. Asoci fou empresonat a la casa d'un noble anomenat Hasan, fill d'un tal Vasaces conegut per Vasaces el renegat, que era nebot per la seva mare de Grigor Derenik. David va continuar al poder i vers el 880 el seu fill Asoci es va casar amb una neta del príncep dels prínceps (i després rei) Asoci I el gran, filla de Shahpuh
Asoci va romandre tancat, i després d'un temps, quan havien fracassat les peticions de llibertat del patriarca Jordi II, Hasan, el seu guardià, va trair el seu oncle i va alliberar l'ostatge i, a traïció, va fer presoner a Grigor Derenik. Com que Grigor era gendre d'Asoci I el gran, príncep de prínceps d'Armènia, aquest va haver de deixar el setge de Malazgird en el qual en aquell moment estava ocupat, per venir al Taron (vers 884). Asoci ja no va recobrar el poder a Taron, car va morir poc després el seu alliberament.
El 895, a la mort de David, el fill d'Asoci, Gurguèn, es va proclamar príncep de Taron, en lluita amb son cosí germà Asoci (fill de David) però per poc temps perquè el Taron va passar als Shaybànides uns tres anys després (897/898).